# SS Représailles
Pour plus de détails, voir Fiche technique et Distribution.
SS Représailles (Rappresaglia) est un film italo-français réalisé par George Cosmatos et sorti en 1973. Adapté de l'ouvrage Death in Rome de Robert Katz, il revient sur le massacre des Fosses ardéatines.

## Synopsis
Pendant la Seconde Guerre mondiale, les nazis s'emparent de trésors artistiques datant de la Renaissance italienne et en font de la monnaie de chantage.

## Fiche technique
- Titre original : Rappresaglia
- Titre français : SS Représailles ou parfois Représailles
- Titre anglophone : Massacre in Rome
- Réalisation : George Pan Cosmatos
- Scénario : Robert Katz et George Pan Cosmatos, d'après le livre Death in Rome de Robert Katz
- Musique : Ennio Morricone
- Directeur de la photographie : Marcello Gatti
- Montage : Françoise Bonnot et Roberto Silvi
- Costumes : Gaia Romanini
- Décors : Morton Haack
- Production : Carlo Ponti
- Genre : guerre, historique
- Pays de production :  Italie,  France
- Durée : 87 minutes
- Dates de sortie :
  - Italie : 4 octobre 1973
  - États-Unis : 24 octobre 1973
  - France : 22 juin 1976

## Distribution
- Richard Burton (VF : Jacques Berthier) : le lieutenant-colonel Herbert Kappler
- Marcello Mastroianni (VF : Michel Barbey) : Père Pietro Antonelli
- Leo McKern (VF : Jean Violette) : le General der Flieger Kurt Mälzer
- Brook Williams : le SS-Hauptsturmführer Erich Priebke
- John Steiner : le colonel Dollmann
- Anthony Steel : le major Domizlaf
- Robert Harris : Père Pancrazio
- Peter Vaughan (VF : René Beriard): le général Albert Kesselring
- Renzo Montagnani (VF : Claude Dasset) : Questore Pietro Caruso
- Giancarlo Prete : Paolo (inspiré de Rosario Bentivegna)
- Renzo Palmer (VF : Alain Dorval) : Giorgio
- Duilio Del Prete : un partisan
- Guidarino Guidi : Guido Buffarini Guidi
- Delia Boccardo (VF : Céline Monsarrat) : Elena (inspiré de Carla Capponi)